# Defektoskopie
Nedestruktivní testování (NDT), nebo také Defektoskopie zahrnuje soubor metod, které jsou na základě měřitelných, nebo sledovatelných fyzikálních jevů schopny odhalit vady ve výrobku bez jeho porušení nebo poškození. Výrobek není při defektoskopické kontrole poškozen, a pokud splňuje požadavky na jakost, je možné jej ihned použít - defektoskopická zkouška probíhá nedestruktivně.

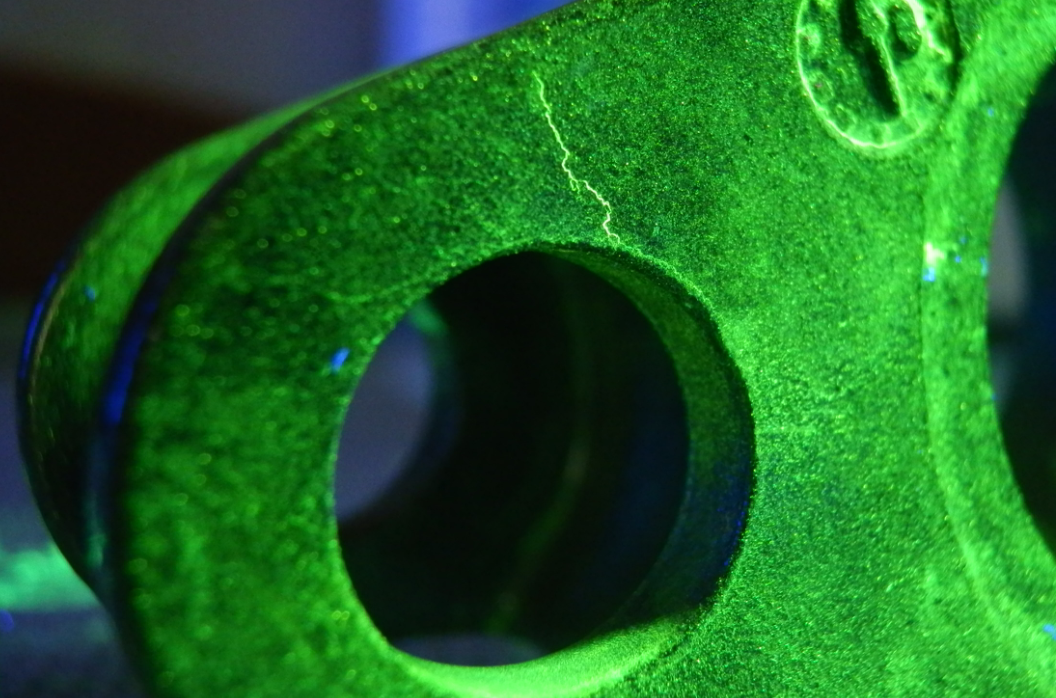
Indikace vady při fluorescenční zkoušce magnetickou práškovou metodou.

Úlohou a cílem defektoskopie (NDT) je prokázat a potvrdit, že zkoušený výrobek nemá nepřípustné vady. Pokud se během NDT prokáže přítomnost nepřípustných vad/defektů, potom výrobek není možné použít k danému účelu. Musí být opraven nebo vyzmetkován. Nepřípustnost vad se stanovuje empiricky - na základě zkušeností generací výrobců a provozovatelů. Dalším možným způsobem je využití výpočtů, modelování a ověřovacích zkoušek. To vše je koncentrováno ve výrobkových, resp. provozovacích normách a standardech. Proto je pro defektoskopického pracovníka nezbytně nutné znát příslušné normy a standardy, které určují přípustnost vad a způsoby provádění NDT zkoušek.
Běžné NDT medody jsou: vizuální kontrola, kapilární metoda, magnetická prášková metoda, radiografická metoda, ultrazvuková metoda, metoda vířivých proudů, zkoušení těsnosti, infračervená defektoskopie.